# Gwiazdozbiór Zająca
Zając (łac. Lepus, dop. Leporis, skrót Lep) – niewielki, 51. co do wielkości gwiazdozbiór położony na południe od Oriona i na wschód od Wielkiego Psa. Jest to gwiazdozbiór nieba południowego, znany już w starożytności. W Polsce jego środek kulminuje o północy w połowie grudnia na wysokości około 20º nad południową częścią horyzontu. Liczba gwiazd dostrzegalnych nieuzbrojonym okiem: około 40.

## Mity i legendy
Mitologiczne pochodzenie współczesnej nazwy związane jest z Hermesem, który ponoć umieścił Zająca na nieboskłonie, aby uczcić jego zwinność i szybkość. Uznano, że zwierzę zostało umieszczone zaraz pod nogami Oriona, aby upamiętnić jego niezwykłe umiejętności myśliwskie. Arabscy astronomowie zamiast zająca widzieli w gwiazdach na tym obszarze tron Oriona, a Egipcjanie łączyli gwiazdy Oriona ze swoim bogiem Ozyrysem i uważali tę grupę za jego łódkę.
Dzisiejsza nazwa gwiazdozbioru związana jest z mitologią grecką w sposób pośredni, poprzez gwiazdozbiór Oriona. Wyobraża przycupniętego przy ziemi zająca, kryjącego się przed Syriuszem, jednym z dwóch psów mitologicznego beockiego myśliwego-olbrzyma Oriona, którego ulubionym zajęciem było polowanie na zające.
Gajusz Juliusz Hygin podaje jeszcze inne pochodzenie nazwy tego gwiazdozbioru. Na wyspie Leros nie było żadnego zająca – aż pewnego razu jeden z mieszkańców przywiózł z podróży samiczkę w ciąży. W niedługim czasie zwierzęta rozmnożyły się na taką skalę, że zniszczyły uprawy i nad mieszkańcami zawisła groźba głodu. Mieszkańcom udało się jednak uratować wyspę. Zająca umieszczono wśród gwiazd ku przestrodze dla innych.
Nowożytni kartografowie nieba zwykle rysowali tę konstelację jako zwierzę skulone lub śpiące, chociaż nie zawsze tak było w starożytności. Wielki Pies, najszybszy z ogarów Oriona, leży bezpośrednio na wschód od Zająca, goniąc po niebie po wsze czasy to jedno z najszybszych zwierząt. Artus, grecki poeta z Macedonii, tak opisał ten pościg: „Wschodzi zaraz po nim, a kiedy zachodzi, widzi zachodzącego zająca”.

## Jak odnaleźć konstelację
Odnalezienie gwiazdozbioru nie powinno stanowić dużego problemu, gdyż gwiazdy tworzące jego zarys są dość wyraźne. Sam gwiazdozbiór znajduje się poniżej konstelacji Oriona. Tworząc prostą przechodzącą przez gwiazdy Alnilam (Epsilon Orionis) i Hatysa (Jota Orionis), w odległości równej trzem odcinkom między nimi, poniżej ι Ori można odnaleźć gwiazdę Arneb (Alfa Leporis). Stanowi ona centralną część gwiazdozbioru i pozwala na zlokalizowanie pozostałych gwiazd.

## Gwiazdy Zająca
Chociaż Zając cichutko leży u stóp Oriona, to jego gwiazdy nie są całkowicie zasłonięte i można je zauważyć stosunkowo łatwo. Dwie rozbieżne linie trzech gwiazd – Delty, Alfy i Mi po stronie północnej oraz Gammy, Bety i Epsilona po południowej – tworzą szkielet wzoru. Wszystkie są trzeciej lub czwartej wielkości, a grupa bardziej przypomina róg obfitości niż zająca.
- Arneb (α Lep) to nadolbrzym o żółtobiałym zabarwieniu, typu widmowego F0Ib. Gwiazda wygląda na bladą jedynie dlatego, że znajduje się od nas o 1280 lat świetlnych. Gwiazda ta produkuje 13 tysięcy razy więcej energii niż Słońce. Gdyby była w Układzie Słonecznym, to sięgałaby do Merkurego[1].
- Nihal (β Lep) – żółty olbrzym, typu widmowego G5II i jasności 2,81m. Odległa od nas o 159 lat świetlnych.
- Mi Leporis (μ Lep) – gwiazda o jasności 3,29m, typ widmowy B9 IV, odległość 184 lata świetlne.
- R Leporis – gwiazda węglowa znana również jako Hind's Crimson Star. Jest to zmienna typu Mira Ceti, o okresie zmienności wynoszącym 427,1 dni. W tym czasie obserwowana jasność waha się od 5,5 do 11,7m. Gwiazda ta oddalona jest od Słońca o około 1347 lat świetlnych. Jest jedną z najjaśniejszych gwiazd węglowych na niebie. Jest to bardzo zaawansowany ewolucyjnie, pulsujący rozdęty olbrzym z chmurami węgla wypieczonymi w jądrowym piecu gwiazd, które ją otaczają i blokują resztę jej niebieskawego światła, wobec czego gwiazda wygląda jak bardzo czerwony niedopałek[1].
- Gamma Leporis (γ Lep) – układ podwójny gwiazd oddalonych o 96,8″ łuku, o jasnościach i typach widmowych 3,6m i F6 oraz 6,15m i K2. Jaśniejszy składnik posiada masę 1,2 masy Słońca i promień 1,33 promienia Słońca. Odległość od Słońca wynosi 29,3 lat świetlnych.

## Interesujące obiekty
- W gwiazdozbiorze Zająca znajduje się gromada kulista M79 (NGC 1904), oddalona od Słońca o około 42 tysiące lat świetlnych i aż o 60 tysięcy lat świetlnych od centrum Galaktyki, która należy do halo naszej Drogi Mlecznej. Jednocześnie ta ogromna kula gwiazd o średnicy 118 lat świetlnych oddala się od nas z prędkością około 200 km/s[2]. W 15-centymetrowym teleskopie widoczna jest jako okrągła mgiełka z jaśniejszym centrum i kilkoma bardzo bladymi gwiazdami w okolicy krawędzi, większe natomiast rozdzielają ją na gwiazdy niemal do samego centrum[1]. Według niektórych badań może być obiektem przechwyconym przez Drogę Mleczną z jej satelitarnej galaktyki zwanej Karłem Wielkiego Psa[4].

## Planety pozasłoneczne
HD 33283 b – gwiazda HD 33283 jest obiektem o parametrach zbliżonych do parametrów Słońca, masa to 1,24 masy Słońca, promień wynosi 1,2 promienia Słońca, a temperatura powierzchniowa 5995 K. Jej metaliczność jest jednak większa niż słoneczna (Fe/H = 0,366). W 2006 roku odkryto krążącą wokół niej planetę poruszającą się po bardzo wydłużonej orbicie z okresem obiegu około 18 dni. Szacowana masa to 0,33 masy Jowisza.